# Flodda
Ne doit pas être confondu avec Flodday.
Flodda (en gaélique écossais : Flodaigh) est une île du Royaume-Uni située en Écosse dans l'archipel des Hébrides extérieures.
Il s'agit d'une île tidale de 145 ha située au nord de Benbecula et au sud de Grimsay. Elle est reliée à Benbecula par une chaussée surélevée.